# ستيفن كلاين (رسام)
ستيفن كلاين (بالإنجليزية: Stephen Kline)‏ هو مصور وفنان ورسام أمريكي، ولد في 12 ديسمبر 1943 في دي موين في الولايات المتحدة.

## معرض صور

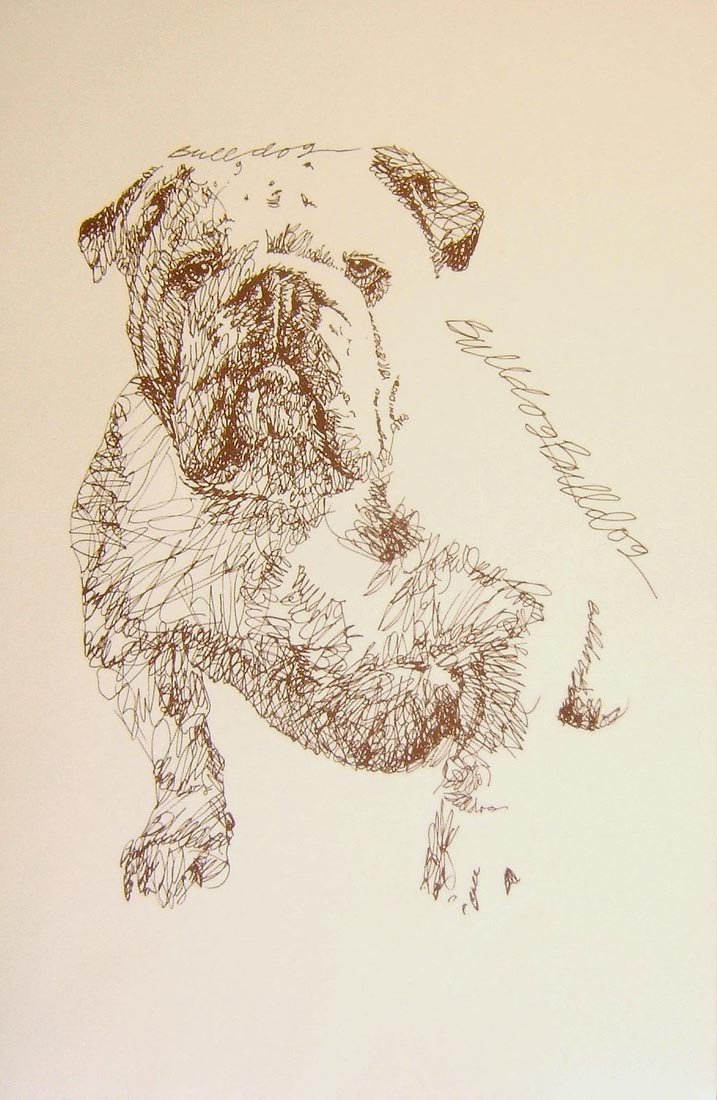
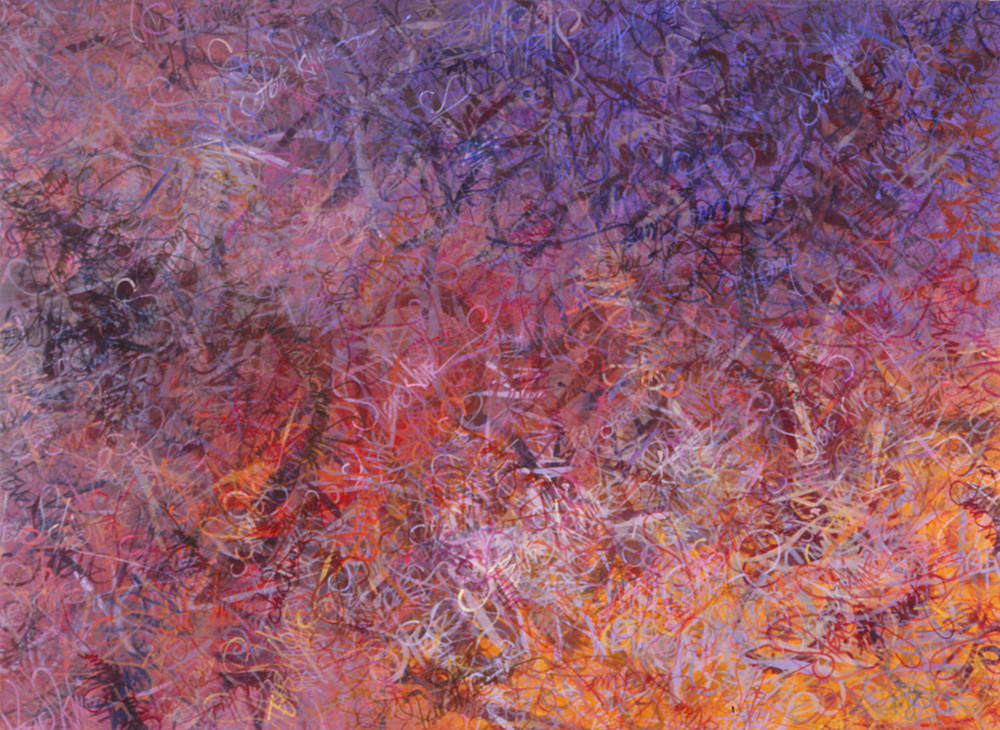
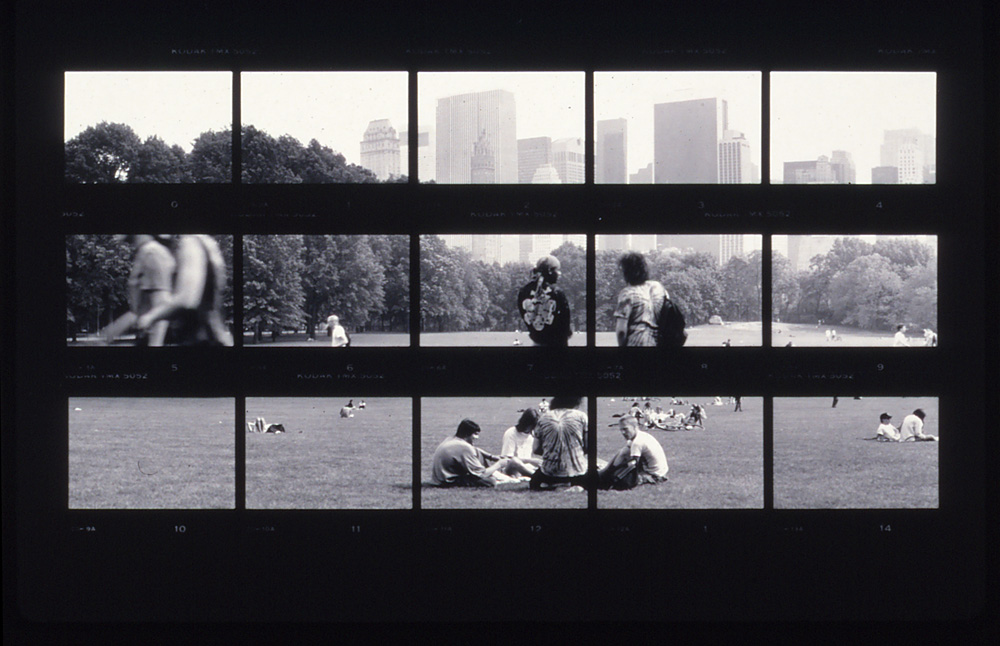